# Ubuntu Studio
Az Ubuntu Studio az Ubuntu Linux-disztribúció egy hivatalosan is elfogadott változata, amelyet főként multimédiás célokra terveztek. Az első változat az Ubuntu 7.04-es verzióján alapult, 2007. május 10-én jelent meg.

## Szolgáltatások
A kernel, amely az Ubuntu Studioban található, kifejezetten videó és zenei feladatokra lett kialakítva. A feladatütemező lehetőséget nyújt arra, hogy az alkalmazások processzor teljesítményt nyerjenek, ami által nagyban megnő a hangminőség. Az Ubuntu Studionak ezenkívül egyedi kinézete is van (kék-sárga) az Ubuntu klasszikus (barna-narancs) színösszeállításával szemben.

## Telepítés
A lemez képfájl 1,1 gigabájt méretű, túl nagy ahhoz, hogy egy CD-re elférjen, ezért DVD-ről telepíthető a rendszer. Az Ubuntu Studiot emellett interneten keresztül is lehet telepíteni egy meglévő (feltelepített) Ubuntu disztribúcióval, APT-on keresztül.

## Csomagok

### Zene
- Ardour - soksávos audio felvevő szoftver
- Audacity - digitális hangszerkesztő
- Hydrogen - haladó dobszoftver
- JACK Audio Connection Kit - egy hangkezelő daemon
- JAMin - mastering szoftver
- LilyPond - kottakészítő szoftver
- Mixxx - egy digitális DJ-stílusú keverőprogram
- MusE
- Rosegarden - egy digitális zenei munkaállomás program
- TiMidity++ - egy program, amely segítségével MIDI fájlokat konvertálhatunk más formátumokba

### Videó
- Pitivi - videószerkesztő szoftver
- Kino - egy nem sávos kialakításű videószerkesztő
- Stopmotion - animációkészítő szoftver
- VLC Media Player - nyílt forráskódú médialejátszó

### Grafika
- Agave - színszerkesztő
- Blender - 3D animáció készítő szoftver
- Enblend - kompozíció-szerkesztő
- Fontforge - betűtípus-szerkesztő
- GIMP - raszteres képszerkesztő
- Inkscape - vektoros képszerkeztő
- Scribus - kiadványszerkesztő
- Synfig - kétdimenziós vektorgrafika és időszalagos animációszerkesztő program